# Ferruccio Valobra
Ferruccio Valobra (Torino, 12 aprile 1898 – Torino, 22 settembre 1944) è stato un partigiano e antifascista italiano.

## Biografia
Ferruccio Valobra nacque a Torino da famiglia ebraica. Capitano di complemento nel corpo degli Alpini durante la prima guerra mondiale, fu decorato con medaglia d'argento al valor militare. Nel 1922 è iniziato in Massoneria nella Loggia "Cesare Battisti" di Trento e
nel dopoguerra lavora come perito industriale e rappresentante di commercio. Sposato, è padre di una bambina. Radiato dall'esercito in seguito alle leggi razziali del 1938, allo scoppio della guerra è costretto a sfollare a Carmagnola nella frazione di San Bernardo. Di idee antifasciste, aderì al Partito repubblicano clandestino. Dopo l'8 settembre 1943 entrò a far parte del primo CNR carmagnolese e divenne comandante (il Capitano Rossi) di una formazione partigiana autonoma operante nel territorio circostante. Tradito da un anonimo delatore l'8 settembre 1944, fu incarcerato e torturato da elementi della Guardia Nazionale Repubblicana fascista. Con sentenza del Tribunale Co. Gu. di Torino fu condannato a morte per fucilazione il 21 settembre 1944. La sentenza fu eseguita il giorno seguente nel Poligono di Tiro del Martinetto a Torino. Prima di morire Valobra riuscì a scrivere due lettere, che si concludono con le parole indirizzate alla moglie e alla figlia: 
Ferruccio Valobra è sepolto nel cimitero ebraico di Carmagnola. A lui è oggi dedicata la via centrale della cittadina. Nell'attuale Sacrario del Martinetto è presente una lapide commemorativa che ne ricorda il suo sacrificio.